# Algorytm Verleta
Algorytm Verleta – metoda numeryczna służąca do całkowania równań ruchu, czyli do obliczania położeń i prędkości układu oddziałujących ciał w funkcji czasu.
Rutynowo wykorzystywany w symulacjach fizycznych (głównie w dynamice molekularnej), rzadziej w grafice komputerowej.
Znany jest także pod innymi nazwami, np. jako jawna metoda różnic centralnych.
Stanowi najprostszy przykład metody Störmera.

## Przeznaczenie algorytmu
Algorytm Verleta służy do numerycznego rozwiązywania układów równań różniczkowych zwyczajnych rzędu drugiego postaci
{\displaystyle {\ddot {x}}_{i}=a_{i}(t,x_{1},x_{2},\dots ,x_{n}),\qquad i=1,2,\dots ,n,}
gdzie {\displaystyle n} oznacza liczbę równań, {\displaystyle t} jest zmienną niezależną (zwykle jest nią czas), {\displaystyle x_{i}} to zmienne zależne (zwykle odpowiadające położeniom), {\displaystyle a_{i}} są dowolnymi funkcjami {\displaystyle t} i {\displaystyle x_{i},} natomiast zapis {\displaystyle {\ddot {x}}} oznacza drugą pochodną {\displaystyle x} po czasie.
Równaniami tego typu są m.in. równanie Newtona, opisujące ruch układu oddziałujących punktów materialnych w polu zewnętrznych sił. Jest to jeden z powodów popularności algorytmu Verleta w symulacjach dynamiki molekularnej oraz w symulacjach tzw. realistycznych układów cząsteczkowych w grafice komputerowej. Z tego powodu występujące w powyższym wzorze wielkości {\displaystyle a_{i}} zwykle interpretuje się jako przyspieszenia bądź też od razu równania te formułuje się w postaci uwzględniającej masy obiektów oraz działające na nie siły:
{\displaystyle {\ddot {x}}_{i}={\frac {F_{i}(t,x_{1},x_{2},\dots ,x_{n})}{m_{i}}},\qquad i=1,2,\dots ,n}
gdzie {\displaystyle m_{i}} oznacza masę {\displaystyle i}-tego ciała, a {\displaystyle F_{i}} jest wypadkową siłą działającą na {\displaystyle i}-te ciało w chwili {\displaystyle t.} Oczywiście w przypadku symulacji dwu- (lub więcej) wymiarowych należy uwzględniać fakt, że położenie i siła mają dwie (lub więcej) składowe.

## Warianty algorytmu
Algorytm Verleta występuje w kilku wariantach, z których najpopularniejsze, to
- algorytm podstawowy

{\displaystyle r(t+\Delta t)=2r(t)-r(t-\Delta t)+{\frac {f(t)}{m}}\Delta t^{2}}
{\displaystyle v(t)={\frac {r(t+\Delta t)-r(t-\Delta t)}{2\Delta t}}}
- algorytm prędkościowy (velocity Verlet)

{\displaystyle r(t+\Delta t)=r(t)+v(t)\Delta t+{\frac {f(t)}{2m}}\Delta t^{2}}
{\displaystyle v(t+\Delta t)=v(t)+{\frac {f(t+\Delta t)+f(t)}{2m}}\Delta t}
- algorytm skokowy (leap-frog method)

{\displaystyle r(t+\Delta t)=r(t)+\Delta tv(t+\Delta t/2)}
{\displaystyle v(t+\Delta t/2)=v(t-\Delta t/2)+\Delta t{\frac {f(t)}{m}}}
- postać sumacyjna (uzupełnić),

gdzie:
{\displaystyle \Delta t} – krok czasowy,
{\displaystyle v(t)} – prędkość w chwili {\displaystyle t,}
{\displaystyle r(t)} – położenie w chwili {\displaystyle t,}
{\displaystyle f(t)} – siła w chwili {\displaystyle t.}
Wszystkie warianty algorytmu Verleta są równoważne matematycznie, różnią się jednak sposobem propagacji błędów zaokrągleń.

### Integracja (algorytm) Verleta (bez prędkości)
Numeryczne rozwiązanie problemu pierwotnej wartości, krok czasowy {\displaystyle \Delta t>0} jest wybranym przykładowo punktem z rozważanej sekwencji {\displaystyle t_{n}=n\Delta t.} Zadaniem jest skonstruowanie sekwencji punktów {\displaystyle {\vec {x}}_{n}} blisko punktów {\displaystyle {\vec {x}}(t_{n})} na trajektorii wymaganego rozwiązania.
Metoda Eulera używa przybliżenia pierwszej pochodnej w równaniu różniczkowym. Integracja Verleta może być także używana z drugą pochodną.
{\displaystyle {\frac {\Delta ^{2}{\vec {x}}_{n}}{\Delta t^{2}}}={\frac {{\frac {{\vec {x}}_{n+1}-{\vec {x}}_{n}}{\Delta t}}-{\frac {{\vec {x}}_{n}-{\vec {x}}_{n-1}}{\Delta t}}}{\Delta t}}={\frac {{\vec {x}}_{n+1}-2{\vec {x}}_{n}+{\vec {x}}_{n-1}}{\Delta t^{2}}}={\vec {a}}_{n}=A({\vec {x}}_{n}).}
Integracja (algorytm) Verleta używana jest także jako opis metody Störmera. Stosuje się to równanie, aby uzyskać następną pozycję wektora z dwóch poprzednich używając prędkości
{\displaystyle {\vec {x}}_{n+1}=2{\vec {x}}_{n}-{\vec {x}}_{n-1}+{\vec {a}}_{n}\,\Delta t^{2},\qquad {\vec {a}}_{n}=A({\vec {x}}_{n}).}

## Cechy algorytmu
Algorytm Verleta:
1. Jest odwracalny w czasie.
2. Zachowuje strukturę symplektyczną dynamiki Hamiltonowskiej (a więc m.in. objętość potoku fazowego).
3. Z reguły nie zachowuje całkowitej energii, ale zachowuje wartość pewnego zaburzonego Hamiltonianu {\displaystyle H'.} Oznacza to, że nawet podczas długotrwałych symulacji całkowita energia układu w sposób kontrolowany fluktuuje wokół wartości zadanej.
4. Wymaga tylko jednokrotnego obliczania sił w każdym kroku czasowym.
5. Jest szybki, ale niezbyt dokładny (zaliczany jest do algorytmów o dokładności globalnej rzędu drugiego).
6. Może być w całości zaimplementowany na zaledwie trzech tablicach (położenia, prędkości, siły).
7. Nie jest algorytmem ogólnym – znajduje zastosowanie głównie do problemów, które można zapisać w postaci równań różniczkowych zwyczajnych rzędu drugiego.
8. Jest kłopotliwy, jeśli siły zależą od prędkości.

Uwagi.
- Właściwości 1–3 spełnione są z dokładnością do błędów zaokrągleń.
- Popularne, ogólne algorytmy rozwiązywania równań różniczkowych zwyczajnych (np. Rungego-Kutty) koncentrują się na uzyskaniu jak najdokładniejszego wyniku jak najmniejszym nakładem obliczeń, nie spełniają jednak kluczowych dla fizyki postulatów 1–3. Symulacje dynamiki molekularnej zwykle mają do czynienia z układami chaotycznymi z losowo dobranym warunkiem początkowym i choćby z tego powodu nie dążą do osiągnięcia dokładnego rozwiązania – dużo ważniejsze jest utrzymanie trajektorii rozwiązania na powierzchni stałej energii.
- Uwzględnienie w algorytmie sił zależących od prędkości (np. tarcia) jest łatwe, o ile nie zależy nam na dokładności. Taki uogólniony algorytm Verleta stosuje się m.in. przy tworzeniu komputerowych efektów specjalnych, np. w symulacjach ruchu tkanin.